# محمدآباد حرماگی
محمدآباد حرماگی روستایی در دهستان چشمه زیارت ، بخش مرکزی شهرستان زاهدان ، استان سیستان و بلوچستان ایران است.
این روستا در حدود 43 کیلومتری غرب زاهدان است ، روستایی کوهستانی با آب و هوایی خنک ، دارای باغ انجیر ، انار و پسته . که آبیاری باغات از محل قنات محمد آباد حرماگی تامین می شود 
بانی قنات روستای محمد آباد حرماگی حاج محمد براهوئی ( نوتی زهی ) بودند .
وجه تسمیه روستای محمد آباد حرماگی
- روستای محمدآباد حرماگی و قنات معروف آن توسط حاج محمد نوتی زهی در زمانهای قدیم و با امکانات دستی ، با تحمل سختیها و مشقات آن زمان ، بنا و راه اندازی گردید
- قنات روستای محمدآباد حرماگی جزو اولین قنات های منطقه بوده است که بعدها چند قنات دیگر و با الگو برداری از این قنات در اطراف روستا راه اندازی گردید
- به همین خاطر نام روستا برگرفته از نام موسس آن ، حاج محمد می باشد که در نقشه تقسیمات کشوری به روستای محمد آباد حرماگی نام گذاری شده است .
- مرحوم حاج محمد ، موسس و پایه گذار روستای محمد آباد حرماگی ، پس از سالها تلاش و آبادانی روستا ، یک دانگ از شش دانگ قنات را به برادر خانمشان حاج غلام محمد دادند که پس از آن فرزندان شان در کنار فرزندان و نوه های یکدیگر در روستای فوق الذکر زندگی کنند .
- از اخلاقیات مرحوم حاج محمد :
- دلسوز بودن برای مردمان مظلوم و کمک به آنها از بارزترین اخلاق نیک حاج محمد بود ، صبر بیش از اندازه در مقابل زیاده خواهان و بی ادبان ، راهنمائی اطرافیان جهت خودکفایی اقتصادی خانوارشان با آموزش کشاورزی به آنها
- تلاش برای حل مسالمت آمیز اختلافات بین مردم .
- حاج محمد از ماهرترین شکارچیان عصر و زمان خودشان بودند که مهارت شان زبانزد خاص و عام بود
- یاد و نام آن بزرگ مرد خیر و مهربان بخیر و یادش تا ابد ماندگار باد .

## جمعیت
بر پایه سرشماری عمومی نفوس و مسکن در سال ۱۳۹۵ جمعیت این روستا ۱۰۴ نفر (۲۲خانوار) بوده‌است.